# Sybra collaris
Sybra collaris là một loài bọ cánh cứng trong họ Cerambycidae.